# Feliks Miszczak
Feliks Miszczak vel Miszczuk (ur. 15 stycznia 1896 w Zalesiu, zm. 20 kwietnia 1940 w Kalininie) – podoficer Wojska Polskiego, starszy przodownik Policji Państwowej, ofiara zbrodni katyńskiej.

## Życiorys
Feliks Miszczak był jedynym dzieckiem Michała i Marianny z Sacharczuków oraz ojcem Krystyny Brydowskiej. W 1915 roku został powołany do wojska rosyjskiego. Służbę zakończył 21 kwietnia 1917 roku. Od 26 sierpnia 1917 roku do 1 lipca 1918 roku służył w I Korpusie Polskim. 18 lutego 1919 roku wstąpił do lubelskiej Żandarmerii Krajowej. Brał udział w bitwie warszawskiej w 1920 roku. Od 20 listopada 1920 roku do 11 marca 1922 roku pełnił służbę w 9 dywizjonie żandarmerii.
Od 1 kwietnia 1922 roku był funkcjonariuszem Policji Państwowej. Służył w województwie poleskim, w powiecie kobryńskim, na Posterunku Kolejowym w Brześciu nad Bugiem. Pełnił funkcję komendanta posterunku w Tomaszówce, a następnie, do 1939 roku pełnił funkcję komendanta posterunku w Szereszowie (powiat prużański).
W 1925 roku został mianowany na stopień starszego przodownika. Brał udział w budowie Kopca Piłsudskiego w Krakowie. We wrześniu 1939 roku został schwytany i wzięty do niewoli przez wojska radzieckie, a następnie zamordowany przez NKWD 20 kwietnia 1940 w Kalininie.

## Upamiętnienie
Postanowieniem nr 112-52-07 Prezydenta RP Lecha Kaczyńskiego z 5 października 2007 został awansowany pośmiertnie na stopień aspiranta Policji Państwowej. Awans został ogłoszony 10 listopada 2007 w Warszawie, w trakcie uroczystości „Katyń Pamiętamy – Uczcijmy Pamięć Bohaterów”.
W 2009 posadzono jego dąb pamięci przy Zespole Szkół Transportowo‑Komunikacyjnych im. Tadeusza Kościuszki w Lublinie. 
Feliksowi Miszczakowi został poświęcony jeden z odcinków filmowego cyklu dokumentalnego pt. Epitafia katyńskie (2010).

## Ordery i odznaczenia
- Medal Niepodległości – 27 czerwca 1938 „za pracę w dziele odzyskania niepodległości”[6]
- Brązowy Krzyż Zasługi[1][2]
- Medal Pamiątkowy za Wojnę 1918–1921[1][2]
- Brązowy Medal za Długoletnią Służbę[1][2]
- Odznaka Honorowa „Orlęta”[1]
- Odznaka Honorowa I Korpusu[1]
- Krzyż Kampanii Wrześniowej 1939 r. - 1 stycznia 1986 (pośmiertnie)[7]